# The Wörld Is Yours
| 전문가 평가         | 전문가 평가 |
| 총 점수             | 총 점수     |
| 출처                | 점수        |
| ------------------- | ----------- |
| 메타크리틱          | 70/100      |
| 평가 점수           |             |
| 출처                | 점수        |
| AllMusic            | [ 3 ]       |
| Classic Rock        | [ 4 ]       |
| Daily Express       | 3/5         |
| The Guardian        | [ 6 ]       |
| Metal Hammer        | (6/7)       |
| The Daily Telegraph | [ 8 ]       |
| Blabbermouth        | 7/10        |

《The Wörd Is Yours》는 영국의 헤비 메탈 밴드 모터헤드의 스무 번째 스튜디오 음반으로, 2010년 12월 14일, 독점판으로 발매되었으며, 한 달 뒤인 2011년 1월 17일, 표준 발매되었다. 그것은 레미 킬미스터가 7개월 전에 암으로 사망한 로니 제임스 디오에게 바치는 것이다.
이 음반은 독일의 UDR GmbH 레이블이 있고 대부분의 지역에서 EMI 레이블이 배급하는 첫 음반이며, 모터헤드 뮤직도 다시 제작에 복귀한다.

## 녹음
이 음반은 퓨처의 《클래식 록》 잡지의 스페셜 에디션의 일부인 에코북으로 처음 발매되었는데, 이 잡지는 밴드와의 인터뷰와 밴드의 역사를 다루고 있다. 《The Wörd Is Yours》의 표준 CD는 몇 주 후 EMI 레이블 서비스에 의해 배포된 모터헤드의 자체 레이블인 모터헤드 뮤직을 통해 전 세계에 출시되었다. 이 음반은 이후 2011년 2월 8일 북미에서 발매될 예정이다. 이 음반의 두 가지 특별판도 발표되었다. 첫 번째 음반에는 2006년 독일 바켄 오픈 에어 페스티벌 공연을 담은 보너스 라이브 DVD와 전용 티셔츠가 동봉되어 있다. 두 번째 버전은 그 내용들을 은색 바이닐에 싸인된 음반의 복사본과 함께 담았다.

## 발매
그 밴드는 음반을 홍보하기 위해 월드 투어에 나섰다. 여기에는 2010년 11월 8일부터 시작되는 영국 일정, 2011년 1월부터 3월까지 27일간의 북미 헤드라인 투어, 3월 하순의 4일간의 호주 투어 등이 포함되었다. 또한, 음반 홍보를 위해 싱글 〈Get Back in Line〉이 발매되었다. 그 후 2010년 12월 6일 트랙 비디오가 공개되었다.
《The Wörd Is Yours》를 미국에서 홍보하기 위한 노력의 일환으로, 이 밴드는 코난 오브라이언의 심야 토크쇼인 《코난》과 NBC 심야 쇼 《레이트 나이트 위드 지미 팰런》에서 두 번 모두 〈Get Back in Line〉을 연주했다.

## 곡 목록
모든 곡들은 레미 킬미스터, 필 캠벨, 미키 디에 의해 작사/작곡하였다.
| #   | 제목                      | 재생 시간 |
| --- | ------------------------- | --------- |
| 1.  | 〈Born to Lose〉          | 4:01      |
| 2.  | 〈I Know How to Die〉     | 3:19      |
| 3.  | 〈Get Back in Line〉      | 3:35      |
| 4.  | 〈Devils in My Head〉     | 4:21      |
| 5.  | 〈Rock 'n' Roll Music〉   | 4:25      |
| 6.  | 〈Waiting for the Snake〉 | 3:41      |
| 7.  | 〈Brotherhood of Man〉    | 5:15      |
| 8.  | 〈Outlaw〉                | 3:30      |
| 9.  | 〈I Know What You Need〉  | 2:58      |
| 10. | 〈Bye Bye Bitch Bye Bye〉 | 4:04      |